# Franz Weber
Franz Weber, född 26 augusti 1805 i Köln, död 18 september 1876 i Köln, var en tysk organist, musikdirektör och kompositör.

## Biografi
Franz Weber föddes 1805 i Köln. Han var organist och musikdirektör i Köln. Weber stiftade sångakademin i staden. Han komponerade stycken för piano och sång.